# Bożena Wierzchowska
Bożena Wierzchowska (ur. 17 września 1923 w Mińsku Mazowieckim, zm. 12 września 1980 w Warszawie) – polska językoznawczyni, polonistka, fonetyk, nauczyciel akademicki. Żona Józefa Wierzchowskiego (1923–1999), również językoznawcy.

## Życiorys
Z domu Głowacka. W 1939 roku zdała maturę w Mińsku Mazowieckim. W 1942 roku rozpoczęła studia w polonistyczne w konspiracyjnym Uniwersytecie Warszawskim. W okresie okupacji uczestniczyła w konspiracji. Stopień magistra filologii uzyskała w 1948 roku na Uniwersytecie Warszawskim. W 1951 obroniła pracę doktorską Mowa trzech pokoleń wsi Wiśniew w powiecie Mińsk Mazowiecki. W 1971 roku habilitowała się na Uniwersytecie Marii Curie-Skłodowskiej na podstawie pracy Analiza eksperymentalno-fonetyczna polskich dźwięków nosowych.
W swojej pracy naukowej zajmowała się przede wszystkim fonetyką eksperymentalną i jej pograniczami, włącznie z fonetyką stosowaną. W latach 1947–1961 pracowała w Zakładzie Fonetyki Uniwersytetu Warszawskiego, następnie, w latach 1961–1964 w Zakładzie Fonograficznym UAM w Poznaniu, 1964–1968 w Zakładzie Języka Polskiego UMCS w Lublinie, 1968–1972 w Państwowym Instytucie Pedagogiki Specjalnej w Warszawie, od 1972 była kierownikiem Zakładu Teorii Komunikacji Instytutu Lingwistyki Stosowanej UW. Publikowała w „Poradniku Językowym”, „Kwartalniku Neofilologicznym”, „Biuletynie Fonograficznym”, czasopiśmie „Phonetica”, „Nowych Książkach”, „Szkole Specjalnej”, „Logopedii” i „Zeszytach Naukowych”.
Jako pierwsza w Polsce wykorzystała film rentgenograficzny łącząc go z analizą budowy akustycznej głosek. Jest autorką licznych zdjęć rentgenowskich, które pozostają do dziś bodaj najczęściej w literaturze przedmiotu przywoływanym źródłem wiedzy o dokładnej pozycji narządów mowy przy artykulacji głosek polskich.
Zmarła prawdopodobnie w wyniku choroby wywołanej pochłonięciem dużych dawek promieniowania przy wielokrotnym wykonywaniu zdjęć, do których sama siebie wykorzystywała jako obiekt badań. Jej oddanie nauce można w tym względzie porównać z postawą Marii Skłodowskiej-Curie.

## Ważniejsze publikacje
- Różnice w mowie pokoleń, 1952
- Analiza eksperymentalno-fonetyczna polskich dźwięków nosowych, 1966
- Opis fonetyczny języka polskiego, 1967
- Wymowa polska, I wydanie 1964, II wydanie 1971
- Fonetyka i fonologia języka polskiego, 1980